# Бифемелан
Бифемелан — антидепрессант и церебральный активатор, ранее широко использовавшийся при лечении больных с инфарктом головного мозга с депрессивными симптомами в Японии, а также старческого слабоумия. Он также показал свою эффективность при лечении глаукомы. 
В Японии производство бифемелана было прекращено с 1998 года, когда препарат был снят с рынка, как сообщается, из-за недостаточной эффективности. На сегодняшний день бифемелан продолжает использоваться в Аргентине под торговыми наименованиями Cordinal и Neurocine (ранее выпускался также под наименованиями Alemelano и Neurolea).
Химически бифемелан относится к группе дифенилметанов.

## Фармакологическое действие
Бифемелан действует как ингибитор моноаминоксидазы (ИМАО) обоих изоферментов с конкурентным обратимым ингибированием МАО-А (Ki = 4,20 μM), что делает его обратимым ингибитором моноаминоксидазы А (RIMA), и неконкурентным необратимым ингибированием МАО-Б (Ki = 46,0 μM), а также является слабым ингибитором обратного захвата норадреналина. Препарат оказывает ноотропное, нейропротекторное и антидепрессивное действие на животных моделях и, по-видимому, усиливает холинергическую систему головного мозга  .

## Фармакокинетика
Бифемелан выводится с мочой в виде конъюгатов, а относительно небольшая часть препарата выводится в неизменном виде. В течение первых 48 часов после приёма 43,7 % дозы выводится с мочой. Концентрация в плазме достигает плато через два дня с начала приёма препарата три раза в день в течение трёх дней подряд. Признаков накопления бифемелана в организме не обнаружено.

## Применение

### Показания к применению
Сосудистые и нейродегенеративные заболевания головного мозга, возрастные изменения головного мозга, а также когнитивные нарушения, сопровождающиеся снижением внимания, памяти, концентрации, нарушениями аффективной сферы, социализации и поведения.

### Противопоказания
Гиперчувствительность к препарату, беременность и кормление грудью. Не применять детям (безопасность применения препарата у детей не установлена).

### С осторожностью
Требуется соблюдать осторожность при использовании препарата пациентами с печёночной или почечной недостаточностью. У пациентов, принимающих пероральные антикоагулянты, следует контролировать протромбиновое время, так как оно может быть удлинено.

## Способ применения
Внутрь. Стандартная рекомендованная терапевтическая доза бифемелана — 150 мг в день, поделённая на 3 приёма по 50 мг с интервалами от 8 до 12 часов. Препарат рекомендуется принимать после еды. Дозировка может быть изменена в соответствии с индивидуальной реакцией пациента.
Максимальная терапевтическая эффективность бифемелана достигается после 1—2 месяцев лечения.

## Побочные действия
В целом бифемелан обладает хорошей переносимостью; побочные явления проявляются редко и, как правило, не являются тяжёлыми.
Во время приёма препарата отмечались следующие побочные эффекты: анорексия, тошнота, головная боль, кожная сыпь, зуд, сонливость, миалгия, сухость во рту, головокружение, шум в ушах, беспокойство, бессонница; изредка — лейкопения, гиперхолестеринемия, преходящее повышение уровня трансаминаз, мочевины, креатинина и щелочной фосфатазы.

## Передозировка
Случаев передозировки бифемелном на зафиксировано. Симптомы передозировки могут соответствовать упомянутым ранее побочным эффектам. Рекомендуется раннее промывание желудка, строгий мониторинг жизненно важных функций, гидратация и симптоматическое лечение.

## Лекарственные взаимодействия
Бифемелан может удлинять протромбиновое время при одновременном применении с варфарином, поэтому их совместное применение следует проводить с осторожностью.